# Stelodoryx pectinata
Stelodoryx pectinata är en svampdjursart som först beskrevs av Topsent 1892.  Stelodoryx pectinata ingår i släktet Stelodoryx och familjen Myxillidae. Inga underarter finns listade i Catalogue of Life.